# Antigonish
Antigonish ist eine Stadt in Antigonish County, Nova Scotia, Kanada. Antigonish befindet sich zwei Autostunden vom Flughafen Halifax entfernt.
Neben der Saint Francis Xavier University ist das St. Mary Krankenhaus größter Arbeitgeber. Antigonish ist Sitz des Bistums Antigonish. Hier finden die ältesten Highland Games in Nordamerika statt.

## Persönlichkeiten
- Ronald MacDonald (1874–1947), Marathonläufer
- Colin Campbell (1931–2012), römisch-katholischer Geistlicher, Bischof von Antigonish
- Stephen McHattie (* 1947), Schauspieler
- Allan H. MacDonald (* 1951), Physiker
- Sandy Silver (* 1969), Politiker und Premierminister von Yukon
- Shauna MacDonald (* 1970), Filmschauspielerin
- Dean Melanson (* 1973), Eishockeyspieler
- Kirk Furey (* 1976), Eishockeyspieler
- Craig MacDonald (* 1977), Eishockeyspieler
- Alex Grant (* 1989), Eishockeyspieler
- August Ames (1994–2017), Pornodarstellerin